# Timor Occidental
Timor Occidental es una región política que comprende la mitad de la isla Timor con la excepción del distrito de Oecussi-Ambeno (que es parte de Timor Oriental) y forma parte de la provincia indonesia de Provincia de Islas menores de la Sonda orientales (Nusa Tenggara Timur, NTT), una de las principales provincias de Indonesia. Timor Occidental ocupa un área de 15.850 km²  incluidas las islas costera. La capital y su principal puerto es Kupang, además de la población con más habitantes de la región.
Los picos más altos son el monte Mutis, de 2.427 metros sobre el nivel del mar, y el monte Lakaan, de 1.600 metros.
Las principales lenguas de Timor Occidental, el dawan, el marae y el tetun, así como otras lenguas, como el kemak, el bunak y el helong, también se utilizan en Timor Oriental. Las otras tres lenguas que sólo se utilizan en el área local del grupo lingüístico austronesio de las ramas fabronas son el ndao, el rote y el sabu.
Timor Occidental fue un refugio de refugiados entre 1998 y 2002, debido al prolongado conflicto de Timor Oriental. Algunas de las ciudades más pobladas son la ciudad de Kupang, con más de 400.000 habitantes, la ciudad de Atambua, con más de 86.000 habitantes, la ciudad de Kefamenanu, con más de 40.000 habitantes, y la ciudad de Soe, con más de 40.000 habitantes.

## Historia

### Periodo precolonial
Las investigaciones antropológicas respecto a la isla de Timor distinguen al menos tres grandes oleadas de migraciones de distintos orígenes que poblaron la isla, generando un espacio culturalmente variado, evidenciado, entre otros rasgos, por la diversidad lingüística existente en el territorio. Se aproxima la primera de éstas llegadas entre el año 40.000 y 20.000 AC.
Timor fue un punto significativo de las redes comerciales en el Asia del Este al menos desde el siglo XIII, siendo frecuentado por comerciantes de China y de sus diferentes reinos tributarios para la obtención de sándalo, comercializado por múltiples gobernantes locales y conocido por su alta calidad. Registros de la Dinastía Ming dan cuenta de al menos 12 sitios en la costa de Timor en los que embarcaciones Chinas realizaban actividades comerciales, donde comerciantes de territorios como el imperio Srivijaya y otros gobiernos contemporáneos también accedían a la compra de sándalo.

### Colonización europea
La colonización europea de Timor comenzó en el siglo XVI. La isla fue alcanzada en primer lugar por el navegante portugués Antonio de Abreu en 1512, aunque otras fuentes señalan el hito en 1511 o 1509. Tras el primer arribo, el imperio portugués mantuvo contactos recurrentes centrados en la obtención de sándalo. La misma actividad permitió la fundación del primer asentamiento europeo permanente en la isla en 1556, cuando monjes dominicanos establecieron la aldea de Lifau, para realizar labores de cristianización en el área. Posteriormente, en la década de 1560, la corona portuguesa erigió su primer fuerte en la zona, ubicado en la isla cercana de Solor y con el propósito de proteger y expandir el comercio de especias y materiales preciosos, incluyendo el sándalo.
La Compañía Holandesa de las Indias Orientales tomó control de Timor Occidental durante la primera mitad del siglo XVII, arrebatando también otros territorios del control portugués, incluyendo el fuerte de Solor, recapturado en múltiples ocasiones entre 1913 y 1636, pero finalmente asegurado bajo control de la Compañía Holandesa en 1946. Éste desarrollo obligó a los portugueses a marcharse a Timor Oriental. Finalmente, en 1914, la frontera entre Timor Oriental y Occidental quedó fijada por un tratado entre Portugal y Holanda firmado originalmente en 1859 y modificado en 1893.
Timor Occidental tenía el estatus de residentie dentro de las Indias Orientales Neerlandesas.
Japón conquistó la isla durante la Segunda Guerra Mundial a principios de 1942. Tras la independencia de Indonesia, Timor Occidental pasó a formar parte de la nueva República de Indonesia.

## Geografía
Timor Occidental es una región apolítica que comprende la mitad occidental de la isla de Timor, a excepción del distrito de Oecusse (que políticamente forma parte de Timor Oriental) y forma parte de la provincia indonesia de Nusa Tenggara Oriental. La superficie de Timor Occidental es de 16.264,78 kilómetros cuadrados. El punto más alto de Timor Occidental es el monte Mutis, de 2.427 metros.
Timor Occidental posee grandes y extensas sabanas, y tiene temperaturas bastante secas, con precipitaciones mínimas.
La isla de Roti, la más meridional de Indonesia, está al suroeste de Timor Occidental.
La mayor ciudad y principal puerto de Timor Occidental es Kupang, capital de la provincia de Nusa Tenggara Timur.
Timor Occidental se encuentra entre Australia y Timor Oriental, lo que convierte a la isla en un lugar estratégico para el comercio indonesio.

## Idiomas oficiales
- Idioma indonesio
- Idioma tetun
- Idioma portugués